# Phare du fort Saint-Elme
Le phare du fort Saint-Elme, ou de La Valette, est un phare situé sur le fort Saint-Elme de la ville de La Valette sur l'île de Malte (république de Malte) en mer Méditerranée.

## Histoire
Le phare est situé sur la forteresse à l'extrémité de la péninsule de Xiberras, entre le Grand Harbour et le Marsamxett Harbour. Mis en service en 2013, il marque l'entrée du port de La Valette.

## Description
La balise actuelle est placée sur un pylone métallique à claire-voie de 10 m. Elle émet, à une hauteur focale de 49 m, trois éclats blancs toutes les 15 secondes. Sa portée n'est pas connue.
Identifiant : ARLHS : MLT007 - Amirauté : E2061.5 - NGA : 10544 .
|                       |
| Le port de La Valette |

### Lien connexe
- Liste des phares de Malte